# Wayne Carpendale
Wayne Carpendale (Colonia, 23 marzo 1977) è un attore e personaggio televisivo tedesco.
È figlio del compositore e cantante Schlager sudafricano Howard Carpendale.

## Biografia
Tra i suoi ruoli più noti, figurano quello di Lars Hoffmann nella soap opera Tempesta d'amore (Sturm der Liebe, 2006-2008), quello di Dirk Scheerer (il fratello di Maren Scheerer Waldner, interpretata da Saskia Valencia) nella serie televisiva Il nostro amico Charly (Unser Charly, 2006-2008) e quello del dottor Jan Bergmann nella serie televisiva Il medico di campagna (Der Landarzt, 2007-...).

 Ha partecipato inoltre a vari show televisivi e ha condotto il programma Dancing on Ice nel  2006.

## Vita privata
Dal novembre 2007 è legato sentimentalmente alla conduttrice televisiva Annemarie Warnkross, con la quale si è sposato nel settembre 2013. In precedenza era stato legato per tre anni all'attrice e cantante Yvonne Catterfeld, conosciuta sul set della serie televisiva La nostra amica Robbie (Hallo Robbie!).

## Filmografia
- Unter uns (soap opera, 2000-2001; ruolo: Max Pfitzer)
- Hochwürden wird Papa (film TV, 2002; ruolo: Tristan Meyer)
- Die Kristallprinzessin (film TV, 2002; ruolo: Max von Wartenborg)
- Rosamunde Pilcher: Paradies der Träume (film TV, 2003; ruolo: David Eckert)
- Mai storie d'amore in cucina (miniserie TV, 2004; ruolo: Hugo)
- SOKO 5113 (serie TV, 1 episodio, 2005)
- La nostra amica Robbie (Hallo Robbie!, serie TV, 1 episodio, 2005)
- Die Rosenheim-Cops (serie TV, 1 episodio, 2006)
- Rosamunde Pilcher: Die Liebe ihres Lebens (film TV, 2006; ruolo: George Burton)
- Guardia costiera (Küstenwache, serie TV, 1 episodio, 2006)
- Tempesta d'amore (Sturm der Liebe, soap opera, 2006-2008; ruolo: Lars Hoffmann)
- Il nostro amico Charly (Unser Charly, serie TV, 2006-2008; ruolo: Dirk Scheerer)
- Freundschaft mit Herz (serie TV, 1 episodio, 2007)
- Im Tal der wilden Rosen (serie TV, 1 episodio, 2007)
- Il medico di campagna (Der Landarzt, serie TV, 2007-...; ruolo: Dott. Jan Bergmann)
- Die ProSieben Märchenstunde (serie TV, 1 episodio, 2009)
- Dream Hotel (Das Traumhotel ) – serie TV, 1 episodio (2010)
- Hamburg Distretto 21 (serie TV, 1 episodio, 2010)
- La nave dei sogni (Das Traumschiff, serie TV, 1 episodio, 2010)
- Emilie Richards - Sehnsucht nach Paradise Island (film TV, 2011; ruolo: Ingo Schäffer)
- In aller Freundschaft (soap opera, 1 episodio, 2011)
- Guardia costiera (Küstenwache, serie TV, 1 episodio, 2012)
- Omicidi nell'alta società (Mord in bester Gesellschaft; 2011-2017)

## Programmi televisivi (lista parziale)
- Die Johannes B. Kerner Show (2005-2009)
- Dancing on Ice (2006; conduttore)
- Let's Dance (2006; 1 puntata)
- TV total (2009-2010)

## Doppiatori italiani
In Italia , Howard Carpendale è stato doppiato da:
- Paolo De Santis in In Tempesta d'amore [13]
- Stefano Pietrosanto Valli in Guardia costiera
- Marco Vivio in Omicidi nell'alta società